# Rr
För andra betydelser, se RR (olika betydelser).
Rr [dubbel-ärr] är en ligatur sammansatt av två "r" och används i albanskan, galiciskan, katalanskan, portugisiskan och spanskan, men som enbart räknas som en fast bokstav i det albanska alfabetet (bokstav 25).

## Albanska
Rr har varit en officiell bokstav i albanska alfabetet sedan 1908, och ersatte grekiskans "ρ" [Rho] för att förhindra förvirring med latins p.

## Portugisiska
Rr [rê] har varit en bokstav i det portugal sedan 1911 då portugisiskans första stavningsreform genomfördes och uttalas som [ʁ].

## Spanska
Rr [doble erre] har varit en officiell bokstav i spanien sedan 1803 och uttalas i alla dialekter av spanskan som [r].[källa behövs]